# Каблуковский, Анатолий Фёдорович
Анатолий Фёдорович Каблуковский (29 мая 1921 г. — 17 сентября 2008 г.) — советский и российский учёный-металлург, специалист в области качественной металлургии. Кандидат технических наук, ведущий научный сотрудник ЦНИИчермета им. И.П.Бардина. Лауреат Государственной премии СССР (1972 г.), заслуженный изобретатель РСФСР.(1979 г.)

## Биография
Анатолий Фёдорович Каблуковский родился 29 мая 1921 года.  В 1942 г. закончил МИСиС (Московский институт стали им. Сталина). В 1945-62 гг. работал на заводе «Электросталь»: мастером, начальником смены, начальником электросталеплавильного цеха, начальником технического отдела завода, заместителем главного инженера. В 1955 г. защитил кандидатскую диссертацию.
В 1962-1965 гг. занимал должность начальника управления качественной металлургии Комитета по чёрной и цветной металлургии. В 1965-1967 гг. - заместитель начальника технического управления Минчермета СССР. В 1967–2001 гг. работал в ЦНИИчермете им. И.П.Бардина заведующим ряда лабораторий и ведущим научным сотрудником.

## Научная деятельность
Основные научные интересы А. Ф. Каблуковского лежали в области электрометаллургии и внепечной обработки стали. Внёс большой вклад в создание новых технологий электрошлакового и вакуумно-дугового переплава. Под его руководством были созданы и внедрены в производство новые технологические процессы: выплавка широкого спектра сталей ответственного назначения с внепечной обработкой металла вакуумом, шламами и нейтральным газом (аргоном и азотом), вакуумное обезуглероживание малоуглеродистых и высокохромистых сталей; продувка жидкой стали порошковыми реагентами (силикокальцием, графитом) в струе аргона через погружную фурму в комплексе с обработкой как синтетическими шлаками, так и твёрдыми шлакообразующими смесями; производство порошковой проволоки с различными наполнителями и технологий ее применения при внепечной обработке для рафинирования стали и чугуна кальций- и магний-содержащими материалами, микролегирования и науглероживания металла, а также для решения других задач повышения качества металла.
А. Ф. Каблуковский — соавтор 18 книг, в том числе учебников для сталеваров, более 250 научно-технических статей, он также является соавтором более 140 изобретений. Долгие годы был членом редколлегии журнала «Металлург».

## Публикации
- Краткий справочник электросталевара : Справочник / А. Ф. Каблуковский, О. Е. Молчанов, М. А. Каблуковская 352 с. ил. 20 см. М. Металлургия 1994
- Интенсификация электросталеплавильного производства [Text] / Анатолий Федорович Каблуковский, Лев Константинович Косырев, Константин Яковлевич Федоткин. - М. : Металлургия, 1992. - 159,[2] с. : ил. - Б. ц.

## Признание
В 1972 году А.Ф. Каблуковский в составе группы исследователей был удостоен Государственной премии СССР за коренное усовершенствование технологии выплавки и повышение качества высоколегированных сталей и сплавов ответственного назначения за счёт внепечной обработки инертным газом. Заслуженный изобретатель РСФСР.